# Limonia annulata
Limonia annulata är en tvåvingeart som beskrevs av Paul Lackschewitz 1940. Limonia annulata ingår i släktet Limonia och familjen småharkrankar. Inga underarter finns listade i Catalogue of Life.